# Arancha de las Heras
Arancha de Heras García (San Sebastián, 1974) es una empresaria española del sector de la educación. Preside la Universidad a Distancia de Madrid (UDIMA) desde 2018.

## Desarrollo profesional
Es Doctora en Derecho del Trabajo y la Seguridad Social por la Universidad de Jaén. Su carrera se ha desarrollado en el Grupo Educativo CEF-UDIMA, que fundó su padre, Roque de las Heras, en 1977. Ha sido vicerrectora de Relaciones Institucionales de la UDIMA, responsable de la editorial del CEF y, desde 2013, directora general de la universidad. Junto con su hermano, Arturo de las Heras, relevó a su padre en la presidencia en 2018.
Es autora del libro El teletrabajo en España: un análisis crítico de normas y prácticas (2016) en el que analiza las normas que rigen esta forma de trabajo.